# Pisenor selindanus
Pisenor selindanus là một loài nhện trong họ Barychelidae. Loài này phân bố ờ Zimbabwe.